# Керен Бартон
Керен Бартон (англ. Karen Burton; нар. 11 червня 1962) — американська плавчиня.
Призерка Чемпіонату світу з водних видів спорту 1991 року.